# Comte AC-4
Il Comte AC-4 Gentleman fu un aereo da trasporto civile, monomotore, monoplano ad ala alta sviluppato dall'azienda aeronautica svizzera Alfred Comte, Schweizerische Flugzeugfabrik nei tardi anni venti del XX secolo.

## Storia del progetto

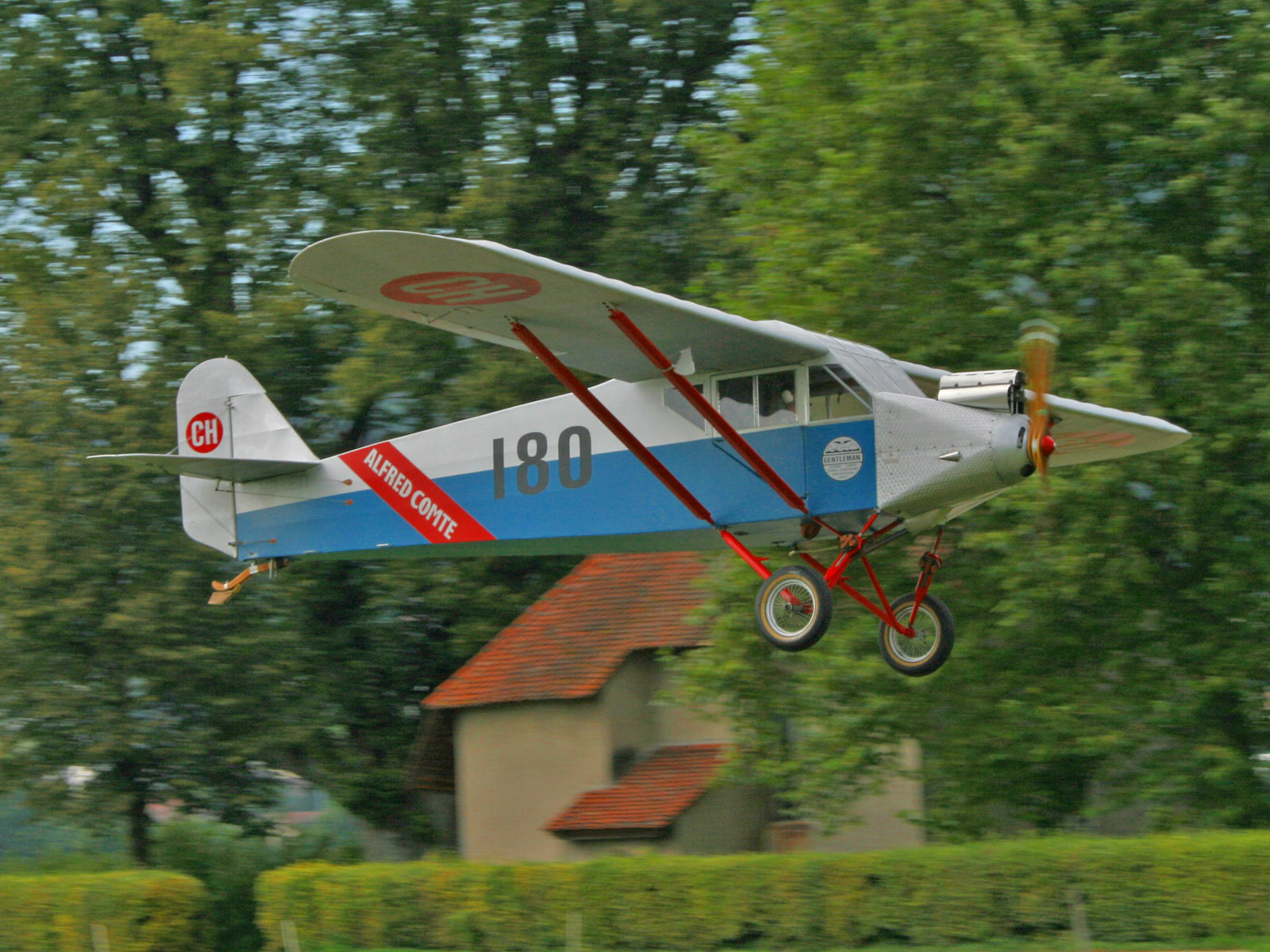
Il Comte AC-4 HB-ETI in volo all'Oldtimerflugtage di Kestenholz nel 2009

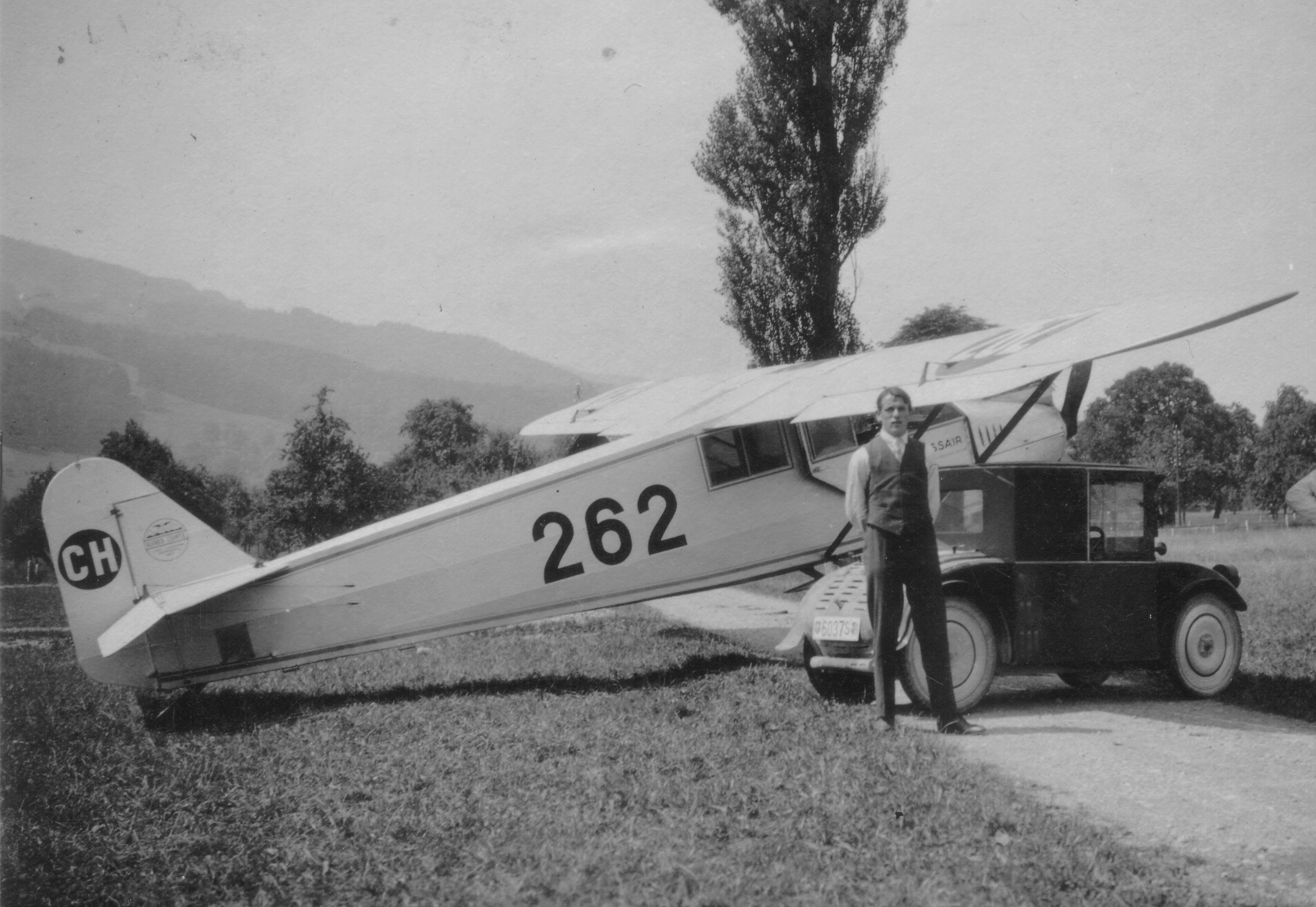
Il Comte AC-4 (CH-262) della Swissair impiegato sulla rotta nazionale Zurigo Dübendorf-Lucerna, fotografato nell'inverno 1933. Vicino all'aereo vi è Otto Notter, e la macchina è una Hanomag 2/10

Nel 1927 la ditta svizzera "Alfred Comte, Schweizerische Flugzeugfabrik" avviò la progettazione di un aereo da trasporto e collegamento civile, dotato di cabina chiusa, che fu designato AC-4. Il primo prototipo andò in volo per la prima volta il 16 giugno 1928 ed ebbe subito successo. Fu avviata la produzione di una prima serie di 6 esemplari, cui ne seguì una seconda di 5 esemplari, che fu denominata AC-4B Gentleman, equipaggiata con motori più potenti.

## Descrizione tecnica
L'AC-4 era un monoplano, monomotore, di costruzione mista. La velatura era di tipo monoplana, con piano alare montato alto e a sbalzo sulla fusoliera, controventato per irrigidire  e rinforzare la struttura grazie una coppia di aste di controvento per lato. La fusoliera era a sezione rettangolare, realizzata con struttura metallica rivestita da tessuto, e terminava in un impennaggio classico monoderiva.
Il carrello d'atterraggio era un classico biciclo anteriore fisso, con elementi anteriori ruotati e ammortizzati montati su struttura anch'essa ammortizzata, integrato posteriormente con un pattino d'appoggio posizionato sotto l'impennaggio di coda. La cabina di pilotaggio conteneva due posti affiancati, posizionati leggermente scalati, e vi era la possibilità di installare doppi comandi. La propulsione era affidata a un motore in linea Cirrus Hermes II, erogante la potenza di 115 hp, e azionante un'elica bipala. Sui velivoli della seconda serie furono installati i più potenti Cirrus Hermes III da 140 hp, e Armstrong Siddeley Genet Major da 140 hp.

## Impiego operativo
A partire dal 26 marzo 1931 la compagnia aerea Swissair ne usò un esemplare (CH-262, HB-IKO) sulla rotta nazionale Zurigo-Lucerna. Venduto a un proprietario privato nel novembre 1947, tra il 1955 e il 1979 questo velivolo fu di base in Germania, immatricolato D-ELIS e soprannominato "Spirit of Bamberga".
Un altro esemplare (CH-285) servì da velivolo per l'addestramento nelle Forze aeree svizzere dal 1931 al 1938.
Un AC-4 (HB-USI) fu modificato nel 1939, a cura di Ernst Wyss, allora capo pilota della Kriegstechnischen Abteilung (KTA) della Eidgenössischen Konstruktionswerkstätte, nel primo aeromobile al mondo dotato di propulsione a gasogeno prodotto dalla combustione della legna. Erano necessari 34 kg di carbone per un'ora di volo.

## Versioni
AC-4
Prima versione prodotta in sei esemplari, dotata di propulsore in linea Cirrus Hermes da 115 hp (86 kW).
AC-4B Gentleman
Seconda versione di serie prodotta in cinque esemplari, dotata di deriva modificata ed equipaggiata con motori Armstrong Siddeley Genet Major o Cirrus Hermes III, entrambi da 140 hp (104 kW).

## Utilizzatori

### MIlitari
Svizzera
- Forze aeree svizzere

### Civili
Svizzera
- Balair
- Swissair

## Esemplari esistenti
Esistono 4 esemplari di Comte AC-4. L'esemplare CH-180 (HB-ETI) in condizioni di volo si trova di base sull'aeroporto di Raron. L'esemplare CH-249 (HB-USI, ex Balair, 1930–1931), è esposto staticamente presso il Flieger Flab Museum di Dübendorf. L'esemplare CH-262 (HB-IKO, ex Swissair, 1931–1947), si trova esposto presso il Museo svizzero dei trasporti di Lucerna, e l'esemplare CH-264 (HB-KIL) si trova immagazzinato presso lo stesso museo.

### Fonti
1. 1 2 3 4 5 6  Boroli, Boroli 1983, p. 133.
2. 1 2 3 4  Уголок неба.
3. 1 2  Sr692.